# ANZ Tasmanian International 2000
ANZ Tasmanian International 2000 — жіночий тенісний турнір, що проходив на відкритих кортах з твердим покриттям Міжнародного тенісного центру Гобарта в Гобарті (Австралія). Належав до турнірів 4-ї категорії в рамках Туру WTA 2000. Відбувсь усьоме і тривав з 9 до 15 січня 2000 року. Несіяна Кім Клейстерс здобула титул в одиночному розряді й отримала 16 тис. доларів США.

## Фінальна частина

### Одиночний розряд
Кім Клейстерс —  Чанда Рубін 2–6, 6–2, 6–2
- Для Клейстерс це був 1-й титул в одиночному розряді за сезон і 2-й — за кар'єру.

### Парний розряд
Ріта Гранде /  Емілі Луа —  Кім Клейстерс /  Алісія Молік 6–2, 2–6, 6–3